# Lithophane holophaea
Lithophane holophaea är en fjärilsart som beskrevs av Max Wilhelm Karl Draudt 1934. Lithophane holophaea ingår i släktet Lithophane och familjen nattflyn. Inga underarter finns listade i Catalogue of Life.